# Kalkar (Bad Münstereifel)
Kalkar (früher Calcar) ist ein Stadtteil von Bad Münstereifel im Kreis Euskirchen in Nordrhein-Westfalen.

## Lage
Der Ort liegt nördlich der Kernstadt von Bad Münstereifel. Am westlichen Ortsrand verläuft die Grenze zur benachbarten Stadt Mechernich. Durch das Dorf verläuft die Landesstraße 11, am östlichen Ortsrand die Bundesstraße 51. Sie trennt das Dorf vom Ortsteil Arloff.
Westlich des Ortes liegen ehemalige Tongruben. Im Norden liegt das Naturschutzgebiet Kalkarer Moor.

## Ortsname
Für die Herkunft des Ortsnamens Kalkar gibt es zwei bekannte Ansätze.
Den Namen Kalkar leitet man vielfach von dem römischen „calcaria“ = Kalkstätte ab. Als Argument für diese Theorie könnte die nahegelegene Römische Kalkbrennerei Iversheim sprechen. Der Boden ist jedoch nicht außerordentlich kalkhaltig.
Nach Pfarrer Nikola Reinartz stammt der Name von dem gutdeutschen Wort „Kolk“ ab, welches Moor oder Seestätte bedeutet. Dafür spricht das nahegelegene Kalkarer Moor sowie Flurbezeichnungen „in den Pölen“ und „im See“.
Die Schreibweisen variierten im Zeitverlauf. Um das Jahr 1300 wurde „Kalken“ oder „Kalkel“ genutzt, ab etwa 1400 bis 1800 „Kalker“. Aufgrund des Gemeinderatsbeschlusses vom 24. März 1936 wurde der Ortsname in die heutige Schreibweise „Kalkar“ abgeändert.

## Geschichte
Erstmals genannt wird Kalkar im liber valoris um 1300. Spätestens um 1350 gehört Kalkar zu den Besitzungen der Grafen und späteren Herzöge von Jülich.
Unweit des Ortes verlief die Römerstraße von Köln nach Trier.
Von 1816 bis 1969 war Kalkar eine selbständige Gemeinde. Am 1. Juli 1969 wurde die bis dahin eigenständige Gemeinde Kalkar nach Bad Münstereifel eingemeindet.
Das Dorf hatte 1939 insgesamt 90 Einwohner.

## St.-Ludgerus Kapelle

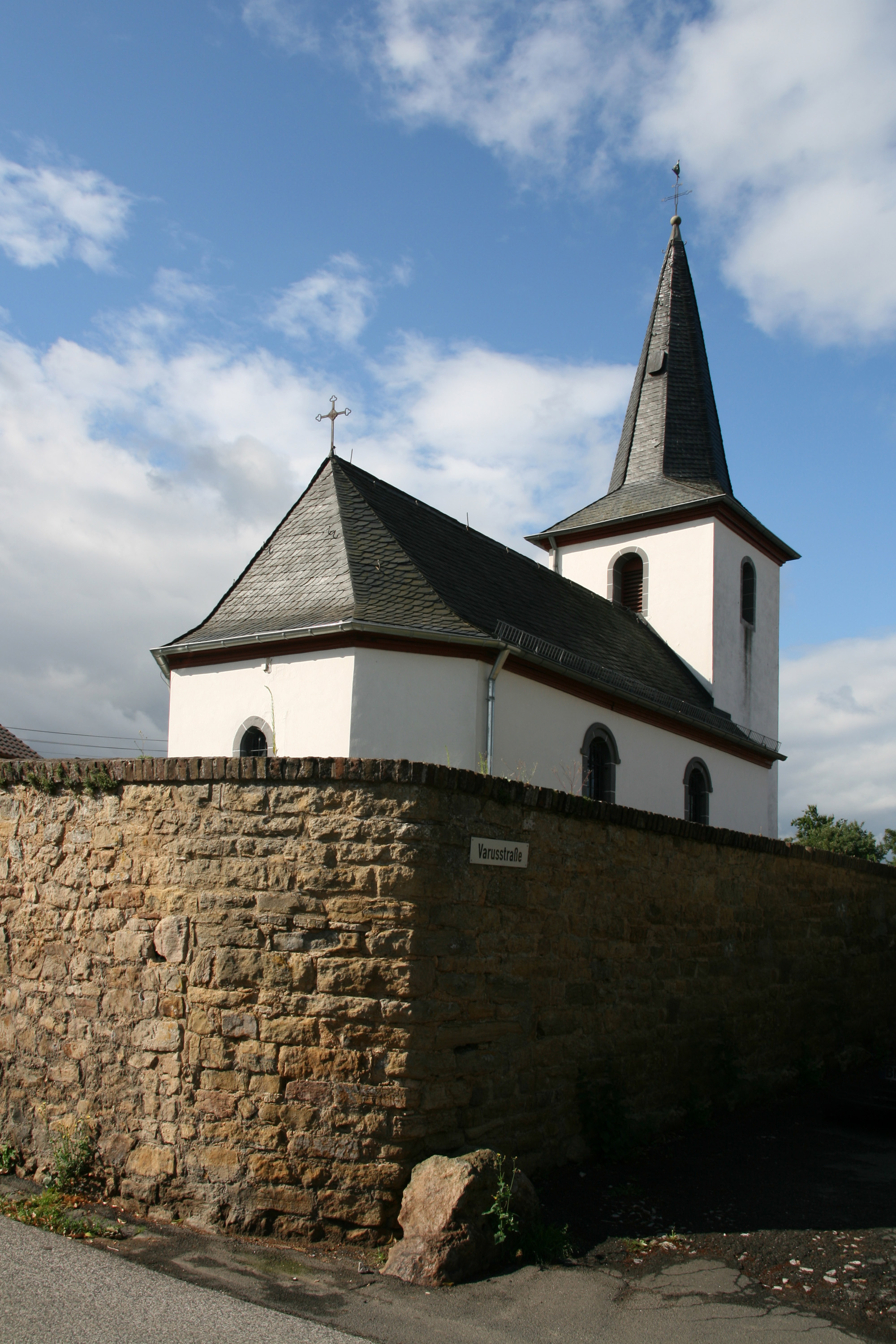
St.-Ludgerus-Kapelle in Kalkar

Die St.-Ludgerus-Kapelle stammt aus dem 16. Jahrhundert. 1732 wird das Dorf Kalkar als zur Pfarre Kirspenich gehörend angeführt. 1770 wurde die Kapelle als einschiffiger, solider Bruchsteinbau ohne besonderen architektonischen Schmuck neu erbaut.
Sie wird 1489 dem Stift St. Chrysanthus und Daria in Münstereifel inkorporiert. Ab dieser Zeit wurde sie vom Pfarrer der Pfarrkirche St. Bartholomäus in Kirspenich bedient, die ebenfalls dem Stift Münstereifel inkorporiert war. Von 1818 bis 1974 gehörte die Kapelle als Filiale zur Pfarrei Heilig Kreuz Kreuzweingarten, danach ist sie wieder Filiale von St. Bartholomäus Kirspenich.

## Verkehr
Die VRS-Buslinie 801 der RVK verbindet den Ort mit Bad Münstereifel und Euskirchen.
| Linie | Verlauf |
| ----- | --- |
| 801   | Euskirchen Bf – Billig – Rheder – Kreuzweingarten – Kirspenich – Arloff Bf – Kalkar – Iversheim Bf – Bad Münstereifel Gewerbegeb./Ärzteh. – Bad Münstereifel Bf |